# Maria Matsuka
Maria Matsuka, gr. Μαρία Ματσούκα (ur. 8 stycznia 1974 w Lepenu) – grecka polityk, działaczka związkowa, od 2004 do 2009 posłanka do Parlamentu Europejskiego.

## Życiorys
Absolwentka italianistyki z 1996. Pracowała w prywatnych przedsiębiorstwach, następnie jako nauczycielka włoskiego oraz w dziale kontaktów z zagranicą Greckiego Przedsiębiorstwa Telekomunikacyjnego (OTE). Od 1998 do 2004 była zatrudniona w firmie Cosmote, greckim operatorze sieci telefonii komórkowej. Brała udział w założeniu pierwszego w Europie związku zawodowego pracowników telefonii komórkowych, od 1999 do 2004 była jego przewodniczącą. Weszła też w skład władz wykonawczych centralnego związku greckich pracowników oraz do komitetu zarządzającego Europejskiej Konfederacji Związków Zawodowych sektora usług.
W 2004 została wybrana do Parlamentu Europejskiego z listy PASOK. W PE przystąpiła do frakcji socjalistycznej. Pracowała w Komisji Zatrudnienia i Spraw Socjalnych oraz w Komisji Petycji (jako jej wiceprzewodnicząca). W PE zasiadała do 2009.